# Lista compozitorilor persecutați de regimul nazist

## Compozitori omorâți de regimul nazist
| - Heinz Alt (1922–1945) - Richard Altmann (1888–1942) - Ernst Bachrich (1892–1942) - Elkan Bauer (1852–1942) - Emil Bauer (1874–1941) - David Beigelman (1887–1945) - Daniël Belinfante (1893–1945) - Alfons Josef Biron (1893–1942) - Arthur Chitz (1882–1944) - Robert Dauber (1922–1945) - Hans Walter David (1893–1942) - Ralph Erwin (1896–1943) - Richard Fall (1882–1943) - Siegfried Fall (1877–1943) - Mordechaj Gebirtig (1877–1942) | - Sim Gokkes (1897–1943) - Pavel Haas (1899–1944) - Bob Hanf (1894–1944) - Leon Jessel (1871–1942) - Rudolf Karel (1880–1945) - Dick Kattenburg (1919–1944) - Franz Eugen Klein (1912–1944) - Gideon Klein (1919–1945) - Josef Koffler (1896–1943) - Viktor Kohn (1901–1944) - Hans Krása (1899–1944) - Jirí Kummerman (1927–1944) - Egon Ledec (1899–1944) - Erich Liebermann-Roßwiese (1886–1942) - Arno Nadel (1878–1943) - Roman Padlewski (1915–1943) - Valentin Pinner (1876–1943) | - Nico Richter (1915–1945) - Zikmund Schul (1916–1944) - Erwin (Ervín) Schulhoff (1894–1942) - James Simon (1880–1944) - Philipp Silber (1876–1942) - Leo Smit (1900–1943) - Martin Spanjaard (1892–1942) - Karl Stimmer (1901–1943) - Karel Svenk (1907–1945) - Carlo Sigmund Taube (1897–1944) - Siegfried Translateur (1875–1944) - Marcel Tyberg (1893–1944) - Viktor Ullmann (1898–1944) - László Weiner (1918–1944) - Fritz Weiss (1919–1944) - Kurt Zorlig (1893–1941) - Vilém Zrzavý (1895–1942) |